# Horizorhinus dohrni
Horizorhinus dohrni е вид птица от семейство Sylviidae, единствен представител на род Horizorhinus.

## Разпространение
Видът е разпространен в Сао Томе и Принсипи.